# Jimmy Graham
Jimmy Graham (nascido em 24 de Novembro de 1986) é um jogador aposentado de futebol americano que atuava na posição de tight end na National Football League (NFL). Foi escolhido na 95ª escolha geral no Draft da NFL de 2010 pelo New Orleans Saints.
Em 2011, Graham se tornou o primeiro tight end na história dos New Orleans Saints a acumular mais de 1 000 jardas de recepção numa temporada. Graham também assumiu o recorde de touchdowns recebidos pelos Saints em um ano. Em três temporadas com o Seattle Seahawks, Graham também estabeleceu recordes da franquia em recepções, jardas e touchdowns para um tight end. Ele também jogou pelo Chicago Bears por dois anos.
Ele formalmente anunciou sua aposentadoria em julho de 2025, após dois anos afastado dos campos.

## Estatísticas
| Ano                               | Time  | J   | Rec | Jardas | Média | LNG | TD | Fum |
| --------------------------------- | ----- | --- | --- | ------ | ----- | --- | -- | --- |
| 2010                              | NO    | 15  | 31  | 357    | 11,5  | 52  | 5  | 1   |
| 2011                              | NO    | 16  | 99  | 1 310  | 13,2  | 59  | 11 | 1   |
| 2012                              | NO    | 15  | 85  | 982    | 11,6  | 46  | 9  | 1   |
| 2013                              | NO    | 16  | 86  | 1 215  | 14,1  | 56  | 16 | 0   |
| 2014                              | NO    | 16  | 85  | 889    | 10,5  | 29  | 10 | 2   |
| 2015                              | SEA   | 11  | 48  | 605    | 12,6  | 45  | 2  | 0   |
| 2016                              | SEA   | 16  | 65  | 923    | 14,2  | 42  | 6  | 2   |
| 2017                              | SEA   | 16  | 57  | 520    | 9,1   | 33  | 10 | 0   |
| 2018                              | GB    | 16  | 55  | 636    | 11,6  | 54  | 2  | 0   |
| 2019                              | GB    | 16  | 38  | 447    | 11,8  | 48  | 3  | 1   |
| 2020                              | CHI   | 16  | 50  | 456    | 9,1   | 30  | 8  | 1   |
| 2021                              | CHI   | 15  | 14  | 167    | 11,9  | 28  | 3  | 0   |
| 2023                              | NO    | 13  | 6   | 39     | 6,5   | 12  | 4  | 0   |
| Total                             | Total | 197 | 719 | 8 545  | 11,9  | 59  | 89 | 9   |
| Fonte: Pro-football-reference.com |       |     |     |        |       |     |    |     |